# Philippe Briand

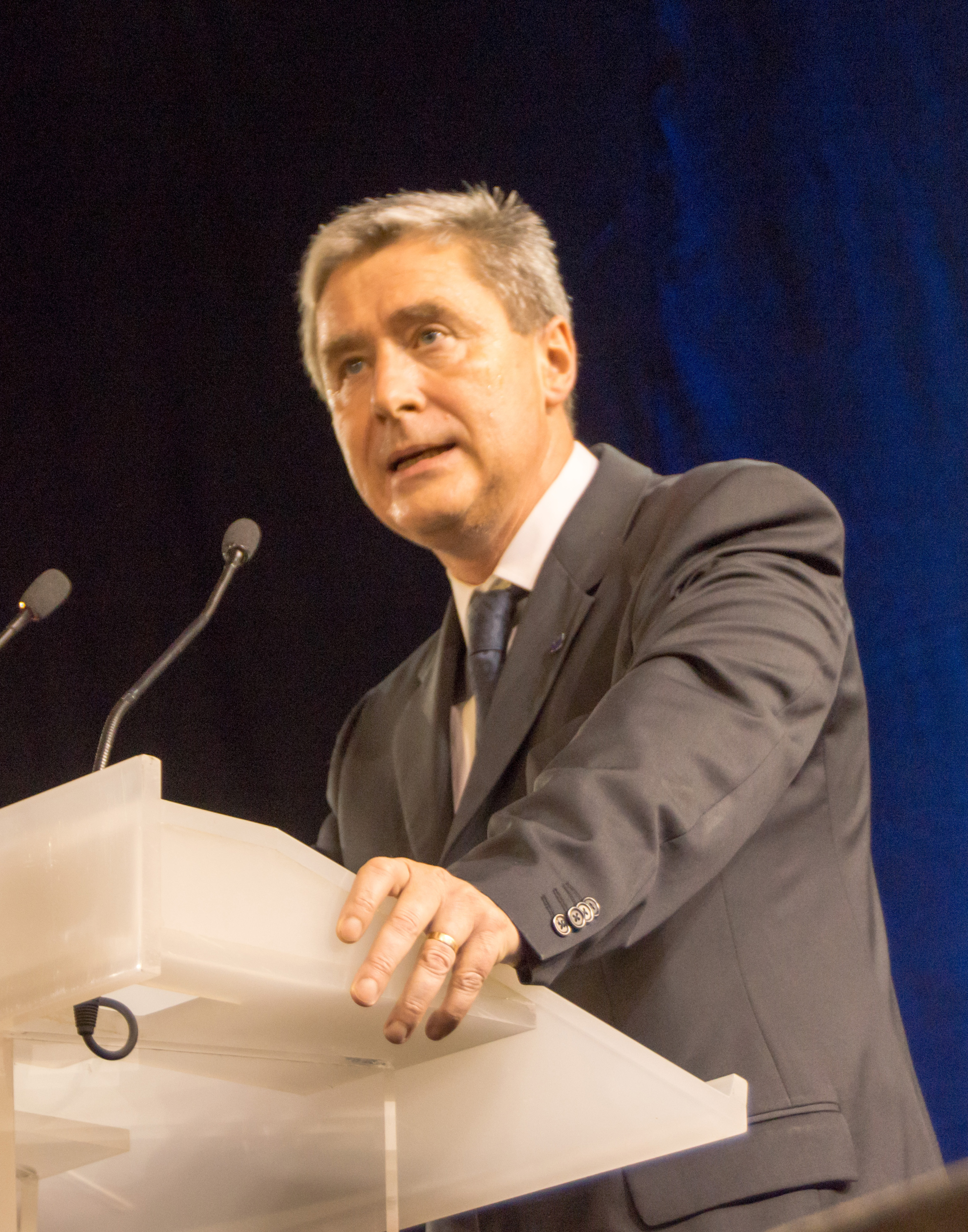
Philippe Briand

Philippe Briand (* 26. Oktober 1950 in Tours) ist ein französischer Politiker der Les Républicains.

## Leben
Im März 1989 wurde Briand Bürgermeister in der Saint-Cyr-sur-Loire. Briand war im Kabinett Raffarin III Staatssekretär für Raumordnung. Von 1993 bis 2017 war Briand Abgeordneter in der Nationalversammlung.